# Pseudagrion palauense
Pseudagrion palauense – gatunek ważki z rodziny łątkowatych (Coenagrionidae). Występuje endemicznie na wyspie Palau.